# Bengt Carl Rodhe

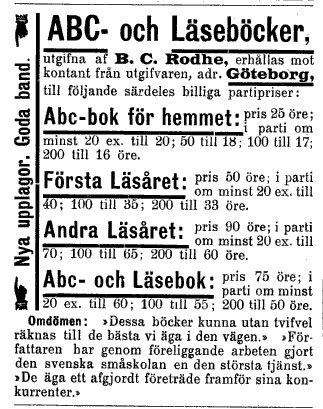
Annons för Rodhes läseböcker i Svensk Lärartidning 1893.

Bengt Carl Rodhe, född 14 mars 1834 i Gunnarps socken i Falkenbergs kommun i  Halland, död 9 januari 1897 i Stockholm, var en svensk skolman, författare och väckelsepredikant. Han är i eftertiden mest känd som författare av läseböcker för de första skolåren. Som författare skrev han sitt namn B. C. Rodhe. Han var far till Job och Olof Rodhe, svärfar till Per Pehrsson samt farfar till Bengt, Sven, Sten Olof, Wilhelm, Lennart och Bertil Rodhe.

## Biografi
Rodhe var yngst av nio barn till en lantbrukare och blev moderlös vid sex års ålder. Han lärde sig läsa av sina äldre bröder men fick inte skolundervisning som barn. Vid tio års ålder sattes han i skomakarlära och var därefter i skräddarlära samt arbetade som bonddräng. 
Rodhe kom 1853 till Mölndal som pappersbruksarbetare. Han grundade där söndagsskoleverksamhet och fungerade även som lärare vid fabriksskolan. På grund av sin väckelsekristendom motarbetades han aktivt av delar av prästerskapet, men hade stöd av domprosten och nykterhetsmannen Peter Wieselgren i Göteborg. Genom dennes försorg blev Rodhe elev vid Göteborgs folkskoleseminarium, där han 1860 avlade examen efter ett halvt års studier.
Rodhe var 1860–1864 folkskollärare i Göteborg och reste sedan på offentligt uppdrag till Danmark, Tyskland och Schweiz för att studera den tidens pedagogiska landvinningar inom den grundläggande modersmålspedagogiken. Han översatte och utvecklade för svenska språket sedan den så kallade ljudskrivläsmetoden till vilken han skrev läseböcker. Den första trycktes 1867, de sista trycktes 1930. 
Rodhe grundade 1867 i Göteborg en privat småskola och 1869 ett "privatseminarium för bildande av småskollärarinnor", som båda blev mycket framgångsrika.
Rodhe bodde från slutet av 1860-talet om somrarna med sin familj på Hälsö och Björkö i Göteborgs norra skärgård. Genom sina predikningar bidrog han till spridningen av den nyevangeliska väckelsen där.

### Verk i fulltext på internet
- Ny ABC- och läsebok för småskolan. Göteborg. 1880. Libris 10292915. https://digital.ub.umu.se/node/304165?fulltext-query=
- Abc- och läsebok : första läsåret (20. uppl). Stockholm: Hierta. 1906. Libris 2221535. https://runeberg.org/bcrabc/
- Andra läsåret : läsebok (12:e uppl). Stockholm: Hierta. 1906. Libris 12140817. https://runeberg.org/bcrall/